# Самба-Панза, Катрин
Катрин Самба-Панза (фр. Catherine Samba-Panza; род. 25 июня 1954, Форт-Лами, Чад (французская колония)) — центральноафриканский политический деятель, мэр Банги. С 20 января 2014 по 30 марта 2016 года — временный президент Центральноафриканской Республики.

## Биография
Катрин Самба-Панза родилась 25 июня 1954 года в Форт-Лами, в семье камерунца и центральноафриканки. Стала корпоративным юристом и занималась бизнесом.

### Политическая карьера
Стала мэром Банги в 2013 году, при поддержке всех сторон конфликта.
20 января 2014 года Катрин Самба-Панза была избрана временным президентом Центральноафриканской республики. Голосование состоялось в Национальном переходном совете, парламенте ЦАР, состоящем из 135 депутатов. Выборы прошли в два тура. На сессии переходного совета рассматривалось восемь кандидатов на пост главы государства. Во втором Самба-Панза набрала 75 голосов против 53, отданных за Дезире Колингбу — сына бывшего президента ЦАР Андре Колингбы. Третьим стал Сильвен Патассе, тоже сын бывшего президента. Её избрание уже приветствовали лидеры христианских отрядов ополчения Антибалака.
После избрания на пост президента, Катрин Самба-Панза сказала:
Я призываю всех моих детей, особенно анти-балака, для сложения оружия и прекращения всех боевых действий. То же самое касается и экс-селека — они не должны бояться. Я не хочу больше ничего слышать о убийствах и бойне. Начиная с сегодняшнего дня, я являюсь президентом всех центральноафриканцев, без исключения.
Таким образом, Самба-Панза стала первой женщиной — главой государства в истории ЦАР, и третьей женщиной во главе африканского государства после президентов Либерии Эллен Джонсон-Серлиф и Малави Джойс Банды. На посту она должна навести порядок в стране и подготовить проведение выборов, которые должны пройти в конце 2014 — начале 2015 года.
1 апреля 2014 года Катрин Самба-Панза совершила официальный визит во Францию. На встрече президент Франции Франсуа Олланд заявил, что миротворческий контингент Евросоюза в тысячу человек готов к отправке в ЦАР (там уже находятся около 2 тысячи военнослужащих Франции и 6 тысяч военнослужащих стран-членов Африканского Союза). Самба-Панза в ответ подтвердила, что её стране нужна безотлагательная помощь:
Мы услышали много обещаний и заявлений. Мы уверены, что наши партнеры выполнят взятые на себя обязательства, сейчас дело только в процедурах, которые необходимо соблюсти. Мы просим международное сообщество упростить эти процедуры, ведь ситуация в Центральноафриканской Республике очень шаткая. И потому подходить к решению проблем нужно не как в случае обычной стране, а как в стране, которая находится в кризисной ситуации.
Правительство Самба-Панза не смогло, однако, достичь внутриполитической стабильности. Помимо продолжающегося насилия были предприняты попытки дискредитации и смещения временной администрации. В конце 2015 года, в преддверии президентских выборов, отряды Анти-балака осуществили нападения на Президентский дворец и столичную радиостанцию. Вероятно, за нападениями стоял Бозизе, пытавшийся зарегистрироваться в качестве кандидата в президенты на предстоящих выборах, что ему не удалось.
Администрацию Самба-Панзы критиковали за неспособность организовать президентские выборы в срок. Первоначально они были намечены на февраль 2015 года, однако в итоге первый тур состоялся только 30 декабря 2015 года.